# Peter Kriedte
Peter Kriedte (* 1940) ist ein deutscher Historiker.

## Werdegang
Kriedte studierte Geschichte, Wirtschaftsgeschichte und Germanistik an den Universitäten Münster und Göttingen. Er wurde 1971 promoviert und war anschließend bis 2005 wissenschaftlicher Referent am Max-Planck-Institut für Geschichte in Göttingen.
Sein Forschungsgebiet ist die Wirtschaftsgeschichte und insbesondere die Geschichte der Industrialisierung.

## Schriften
- Taufgesinnte und großes Kapital. Die niederrheinisch-bergischen Mennoniten und der Aufstieg des Krefelder Seidengewerbes (Mitte des 17. Jahrhunderts – 1815) (= Veröffentlichungen des Max-Planck-Instituts für Geschichte, Bd. 223), Vandenhoeck & Ruprecht, Göttingen 2007, ISBN 978-3-525-35801-6.
- Eine Stadt am seidenen Faden. Haushalt, Hausindustrie und soziale Bewegung in Krefeld in der Mitte des 19. Jahrhunderts, Vandenhoeck & Ruprecht, Göttingen 1991, 2. Auflage 1992, ISBN 3-525-35633-1.
- Spätfeudalismus und Handelskapital. Grundlinien der europäischen Wirtschaftsgeschichte vom 16. bis zum Ausgang des 18. Jahrhunderts, Vandenhoeck & Ruprecht, Göttingen 1980 (auch span. 1982, engl. 1983, portug. 1992), ISBN 3-525-33441-9.
- mit Hans Medick, Jürgen Schlumbohm: Industrialisierung vor der Industrialisierung. Gewerbliche Warenproduktion auf dem Land in der Formationsperiode des Kapitalismus, Vandenhoeck & Ruprecht, Göttingen 1977, ISBN 3-525-35362-6 (englische Übersetzung: Industrialization before Industrialization: Rural Industry in the Genesis of Capitalism, Cambridge 1981; 2. Auflage 1986, ISBN 0-521-23809-9; italienische Übersetzung: L'industrializzazione prima dell'industrializzazione, Bologna 1984, ISBN 88-15-00557-9; spanische Übersetzung: Industrialización antes de la industrialización, Barcelona 1986, ISBN 84-7423-288-0; 11. Auflage 1994, ISBN 84-7423-171-X).
- Die Herrschaft der Bischöfe von Włocławek in Pommerellen. Von den Anfängen bis zum Jahre 1409 (= Veröffentlichungen des Max-Planck-Instituts für Geschichte, Bd. 40), Vandenhoeck & Ruprecht, Göttingen 1974.